# 分知
分知（ぶんち）とは、武家の知行の一部を親族に分与すること。分地とも。江戸時代の幕藩体制下で行われたものを指すことが多い。
形式上においては知行は主従関係と引換に1代限り授けられたものであったため、分知を希望する者は知行を与えてくれた主君（大名・旗本は将軍、藩士は大名）に許可を得る必要があり、また分知を受けた者は主君と新たに主従関係を結ぶ必要があった。このため、分知の実施は新たな分家・家臣を創出する効果があった。

## 概要
ある程度の所領を持つ武家においては、将来における家名断絶の事態を避けるために次男以下を分家させるために分知を実施することがあった。また、後継争いの防止や分知を受ける者の身分を引き上げる意図で行われることもあった。大名の子弟は分知を受けることで、石高に応じて新たな譜代大名もしくは直臣旗本としての扱いを受けることができたのである。分知の対象となる土地は自己の知行地だが、新たに知行地内で開発された新田や先代が別途隠居料などの名目で授けられた土地が宛がわれることもあった。
通常、分知を行う場合には主君の許可を得て、分知を受ける者は新たに家臣に取り立てられて宛行状（大名の場合は将軍の朱印状がこれに相当する）を交付されることになるが、実際には宛行状の交付は行われないこともあった。後者のケースは本家からの半独立状態の分家とみなされ、これを内分または内分分知といった。
通常、分知後の分家は主君への願・届は単独で行われ、万が一改易・断絶に至った場合にはその知行は主家に回収されたが、内分分知による分家は半独立扱いとみなされたために本家の一定の関与が認められ、主君への願・届は本家の当主を通じて出すこととされ、また改易や無嗣断絶の時には本家の知行に復することとなっていた。